# Hajagos
Hajagos (1899-ig Klokocsó, szlovákul: Klokočov) község Szlovákiában, a Kassai kerület Nagymihályi járásában.

## Fekvése
Nagymihálytól 10 km-re északkeletre, a Széles-tó északi partján fekszik.

## Története
1358-ban említik először a nagymihályi uradalom részeként. A 17. században szegény község volt 150 lakossal. A Sztáray, Szemere, Daróczi és Niczky családok birtokolták.
A 18. század végén, 1799-ben Vályi András így ír róla: „KLOKOCSO. Elegyes falu Ungvár Várm. földes Ura Szirmay Uraság, lakosai katolikusok, fekszik Vinnának szomszédságában, és annak filiája, határja közép termékenységű, réttye, legelője meg lehetős.”
Fényes Elek 1851-ben kiadott geográfiai szótárában így ír a faluról: „Klokocsa, tót falu, Ung vmegyében, Vinna fil., 340 lak. ut. p. N.-Mihály.”
1920-ig Ung vármegye Szobránci járásához tartozott.

## Népessége
| Év:            | 1994. | 2004.   | 2014.   | 2024.   |
| -------------- | ----- | ------- | ------- | ------- |
| Emberek száma: | 378   | 406     | 422     | 462     |
| Eltérés:       |       | +7,40 % | +3,94 % | +9,47 % |

| Év:            | 2023. | 2024.   |
| -------------- | ----- | ------- |
| Emberek száma: | 449   | 462     |
| Eltérés:       |       | +2,89 % |

1910-ben 648, túlnyomórészt ruszin anyanyelvű lakosa volt.
2001-ben 392 lakosából 388 szlovák volt.
2011-ben 404 lakosából 390 szlovák volt.

## Nevezetességei
A Szeplőtelen Szűz tiszteletére szentelt, görögkatolikus temploma 1670 körül épült. A templom nevezetessége a Könnyező Szűzanya kegyképe, melyet 1904-ben Rozskovics Emánuel ungvári festőművész készített. A kép másolat, eredetije 1670-ben készült. Amikor az itt táborozó erdélyi sereg egyik református katonája lándzsájával átszúrta, a kép véres könnyeket hullatott. A képet Munkácsra, majd Bécsbe vitték. 1769-ben Mária Terézia visszaküldte, de nyoma veszett. Ma a másolat látható a templomban.